# Kelechi Amadi-Obi
Kelechi Amadi-Obi (* 29. prosince 1969) je nigerijský kreativní fotograf, malíř, umělec a vydavatel časopisu Mania Magazine. Jeho práce v oblasti fotografie a vizuálního umění mu vynesly mezinárodní renomé, kde se objevil na mnoha mezinárodních výstavách včetně Snap Judgment: New Position in contemporary African Photography, Mezinárodní centrum fotografie New York (2006) Byl popsán jako jeden z průkopnických fotografů celebrit v Nigérii, který „pomohl umístit nigerijskou fotografii na mapu světa“. Vogue ho nazývá „hlavní silou na kreativní scéně v Nigérii“.

## Životopis
Amadi-Obi se narodil v Owerri ve státě Imo do rodiny Sylvestra Amadi-Obiho, soudce vrchního soudu, a paní Theresy Amadi-Obi, pedagožky, a je pátým ze sedmi dětí. Navštěvoval Library Avenue Primary School, Umuahia, Abia State, a na střední školu šel do Government College Umuahia. Vysokoškolské vzdělání absolvoval na University Nigeria Nsukka, kde studoval práva.
V roce 1992 získal právnický titul a v roce 1994 byl povolán do nigerijské advokátní komory. Na akademické půdě založil malou společnost, kterou pojmenoval De-Zulu. Později se začal více zajímat o umění fotografie a nakonec se po dlouhých letech praxe stal zakládajícím členem nigerijského fotografického kolektivu Depth of Field, jehož jedním z členů byla TY Bello, která byla nejen úspěšnou fotografkou, ale také hudebnicí.
Amadi-Obi v rozhovoru pro módní časopis Onebello, když se ho zeptali, proč se vzdal práva kvůli fotografii, řekl, že volba nebyla mezi fotografií a právem, ale mezi fotografií a uměním. Řekl, že byl vždy umělcem hned od dětství. Jeho práce byly vystaveny na Lagos Photo Festivalu, v Didi Museum, Rele Art Gallery a na dalších místech.

## Depth of Field
V roce 2001 pomohl Amadi-Obi spoluzaložit Depth of Field (DOF), kolektiv nigerijských fotografů, umělců a malířů. Byla to iniciativa populárního nigerijského fotografa Uche Jamese Irohy, fotografky TY Bello, Amaize Ojeikere, Emeka Okereke, Kelechi Amad-Obi a Zainab Balogun, která se rozjela poté, co se šest umělců setkalo v Bamaku v Mali během umělecké výstavy s názvem Memories. Intimes D'un Nouveau Milleanaire Ives Recontres de la Photo (Bamako, 2001). Skupina byla vytvořena s cílem dosáhnout fotografické dokonalosti tím, že se pravidelně schází, aby se navzájem povzbuzovali a kritizovali svou práci.
Skupina pokračovala v pořádání uměleckých a fotografických výstav svých děl v Nigérii i v zahraničí.

## ČasopisStyle Mania
Po mnoha letech focení módních a kosmetických fotografií pro magazín True Love, jihoafrický časopis s obrovskou čtenářskou základnou v Nigérii, který vydal západoafrickou edici nazvanou True Love West Africa, Amadi-Obi začal s vlastním módním časopisem, který nazval Style Mania. Časopis obvykle na svých obálkách zobrazoval mimo jiné z nigerijských umělců a kreativních typů například: Tiwa Savage, P-Square, Omotola Jalade Ekeinde, Stephanie Okereke, TY Bello, Agbani Darego, Bassey Ikpi, Mo' Cheddah, všechny snímky pořídil Amadi-Obi.

## Objev 'Bukola'
Na konci roku 2016, během fotografování pro hiphopového umělce Jidenna na Broad Street v Lagosu, Amadi-Obi objevil Bukolu, která prodávala polštáře na ulicích Lagosu. Okamžitě o ni projevil zájem jako o potenciální modelku a naplánoval focení ve svém ateliéru. Výsledkem byla série úžasných fotografií, které obletěly Nigérii a proměnily bývalou prodavačku polštářů přes noc na úspěšnou modelku.

## Pozoruhodné fotografie
- V červnu 2013 Amadi–Obi fotografoval nigerijské hudební duo P-Square ve svém studiu.
- V červnu 2013 také Tiwa Savage pro obálku Mania Magazine.
- V říjnu 2014 vyfotil Stephanie Okereke ve žluté róbě na obálku Mania Magazine
- V listopadu 2014 vyfotografoval Agbani Derego, supermodelku a bývalou vítězku Miss World (první rodilá Afričanka, která vyhrála soutěž krásy Miss World v roce 2001)
- V roce 2015 fotografoval prezidenta Nigérie Muhammadu Buhariho pro jeho prezidentskou kampaň.
- V dubnu 2017 vyfotografoval nejbohatšího muže Afriky Aliko Dangote na oslavě jeho 59. narozenin.
- V únoru 2018 fotografoval herečku Omotola Jalade Ekeinde v soukromém letadle k jejím 40. narozeninám.

## Výstavy

### Samostatné výstavy
- 1996 Morning Light. Surulere, Lagos.
- 1997 Man and Nature. The Russian Cultural Center, Lagos.
- 1998 New Works, American Guest Quarters, Lagos.
- 1999 New Works, Embassy of Lebanon, Lagos.

### Skupinové výstavy
- 1997 UNESCO Exhibition World Environmental Day, Lagos.
- 1997 Vision 2010: Contemporary Nigeria Art, Nicon Noga Hilton, Abuja.
- 1998 Women. Hour Glass Gallery, Lagos.
- 2000 Behind the Wall. Galleria Romana, Lagos.
- 2000 Nigerian Art. Elf Club Port-Harcourt.
- 2001 Photography and the Mega City. The Goethe Institute, Lagos.
- 2001 The 4@th African Photography Encounter. Bamako, Mali.
- 2002 Made in Africa Photography. Spazio Oberden, Milan, Italy.
- 2003 Jigida. The Governor's House, London, UK.
- 2003 Lagos Inside. Photo Exhibition, Maison De France, Lagos.
- 2003 Transferts. Brussels, Belgium.
- 2004, "Lagos" Ifa Gallery, Stuttgart, Germany
- 2005 "Depth of Field" South London Gallery, UK
- 2006 "Snap Judgement" – New Position in Contemporary African Photography, International Centre of Photography, New York City

### Klienti
- The Vatican Collection, Vatican City.
- The Ford Foundation, Lagos.
- Guinness Nigeria 2004 corporate calendar.
- British American Tobacco, Lagos.
- The Aso Villa Collection, Abuja.
- Powertron (Nig.) calendar 1997
- Central Insurance
- So&U Advertising
- Industrial and General Insurance

### Sbírky
- Professor Jubril Aminu.
- Mr. Pascal Dozie.
- Mr. Peter Theodolou.
- Mr. H’agannakis.

## Galerie

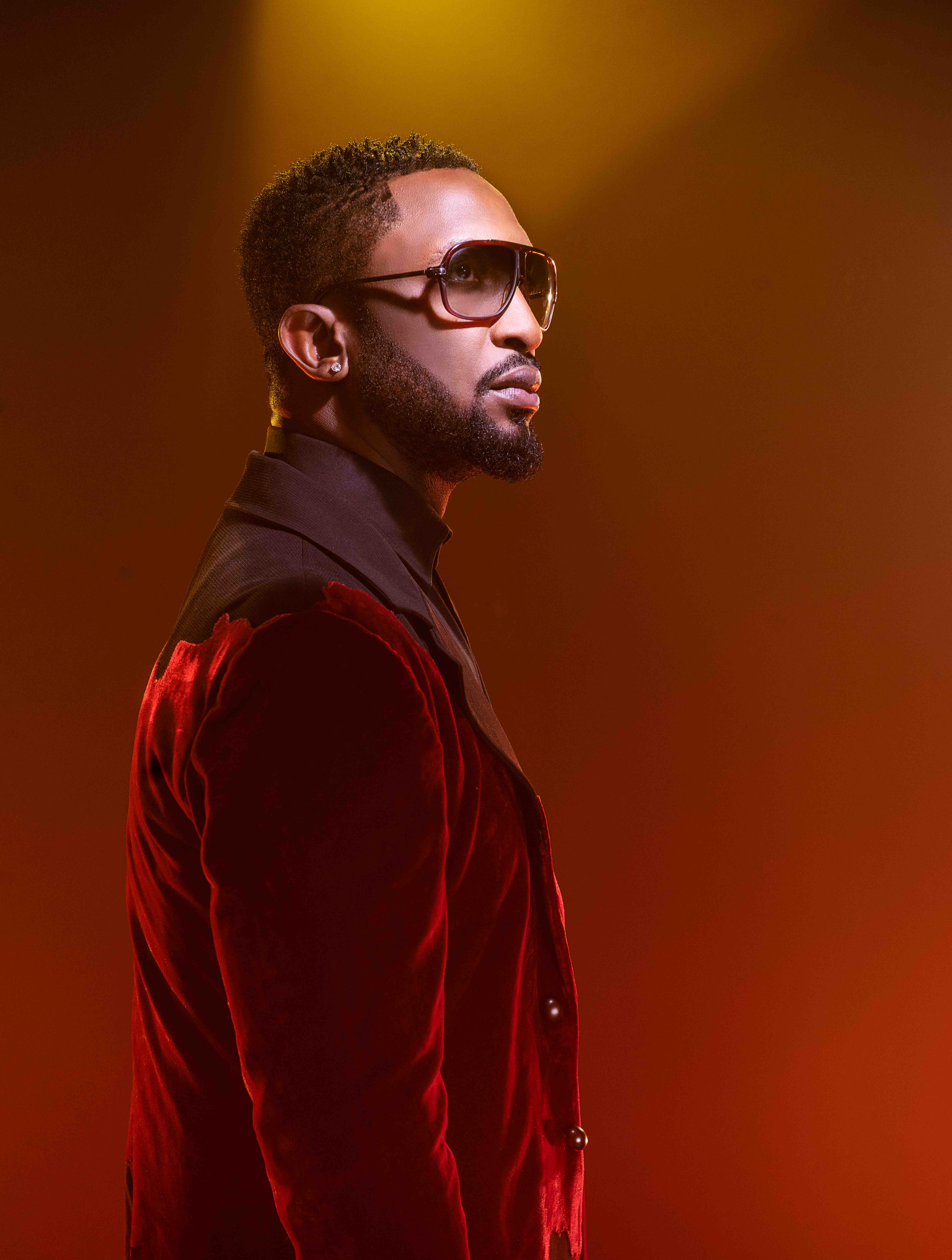
Nigerijský hudebník Dare Art Alade, 2020
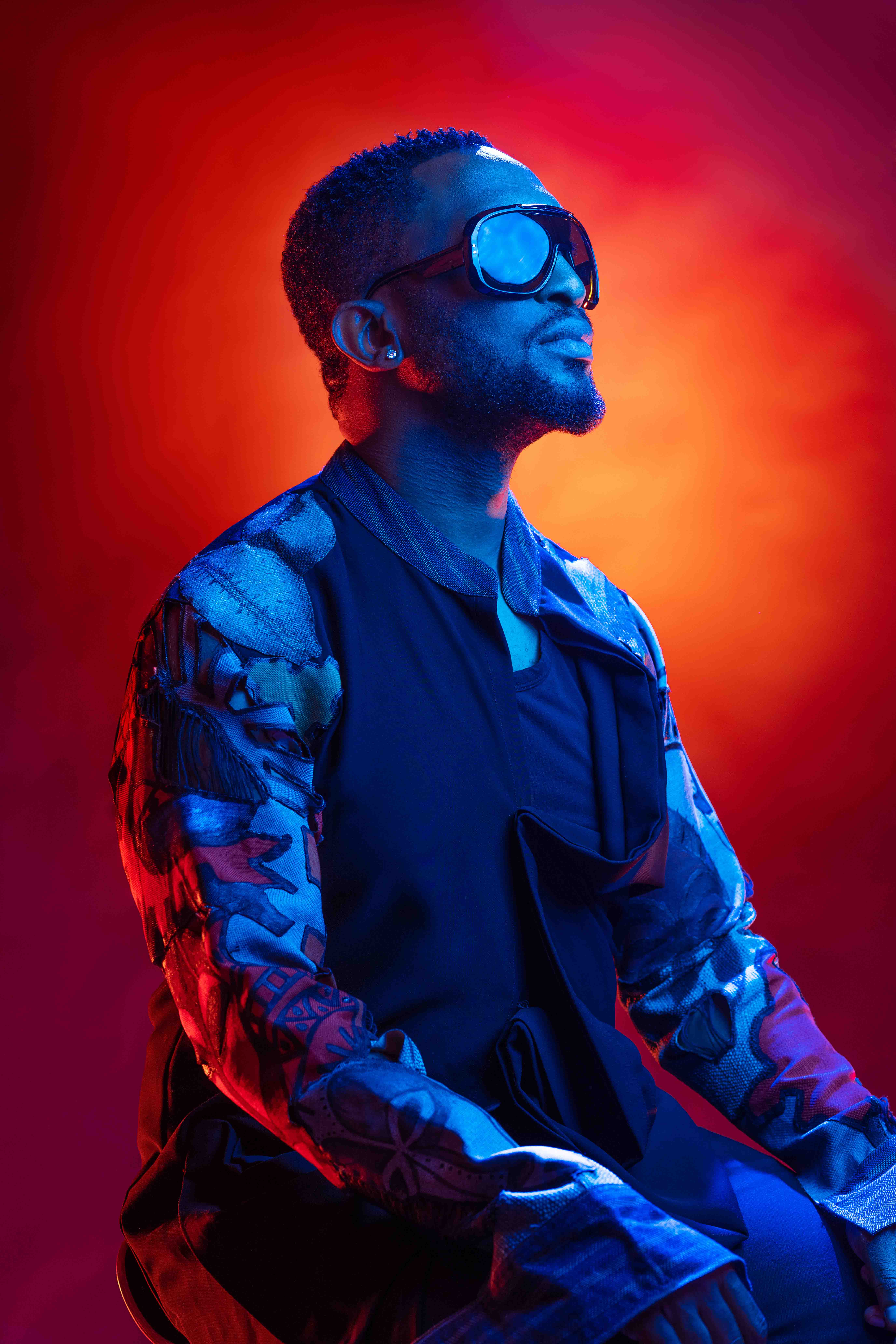
Nigerijský hudebník Dare Art Alade, 2020
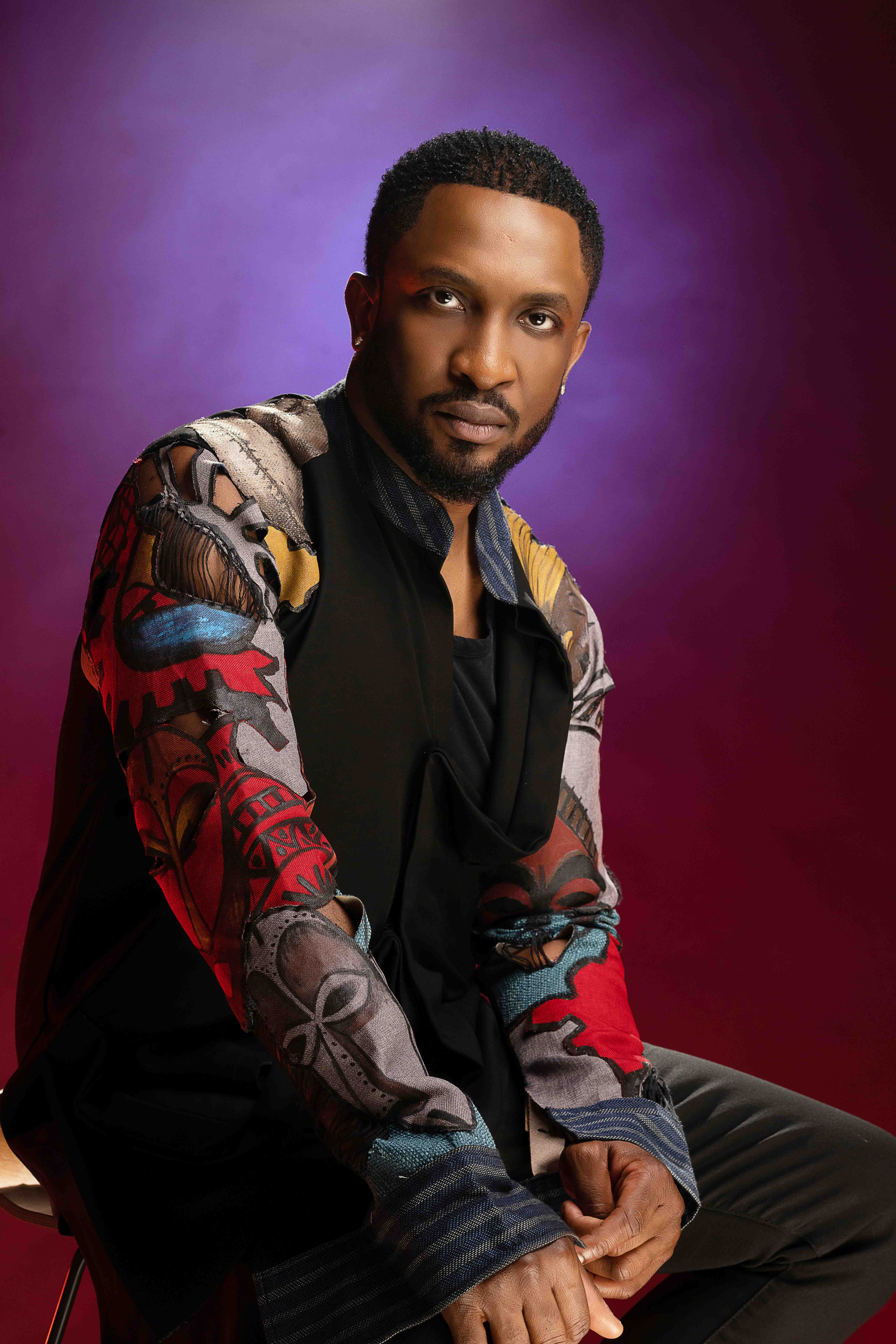
Nigerijský hudebník Dare Art Alade, 2020
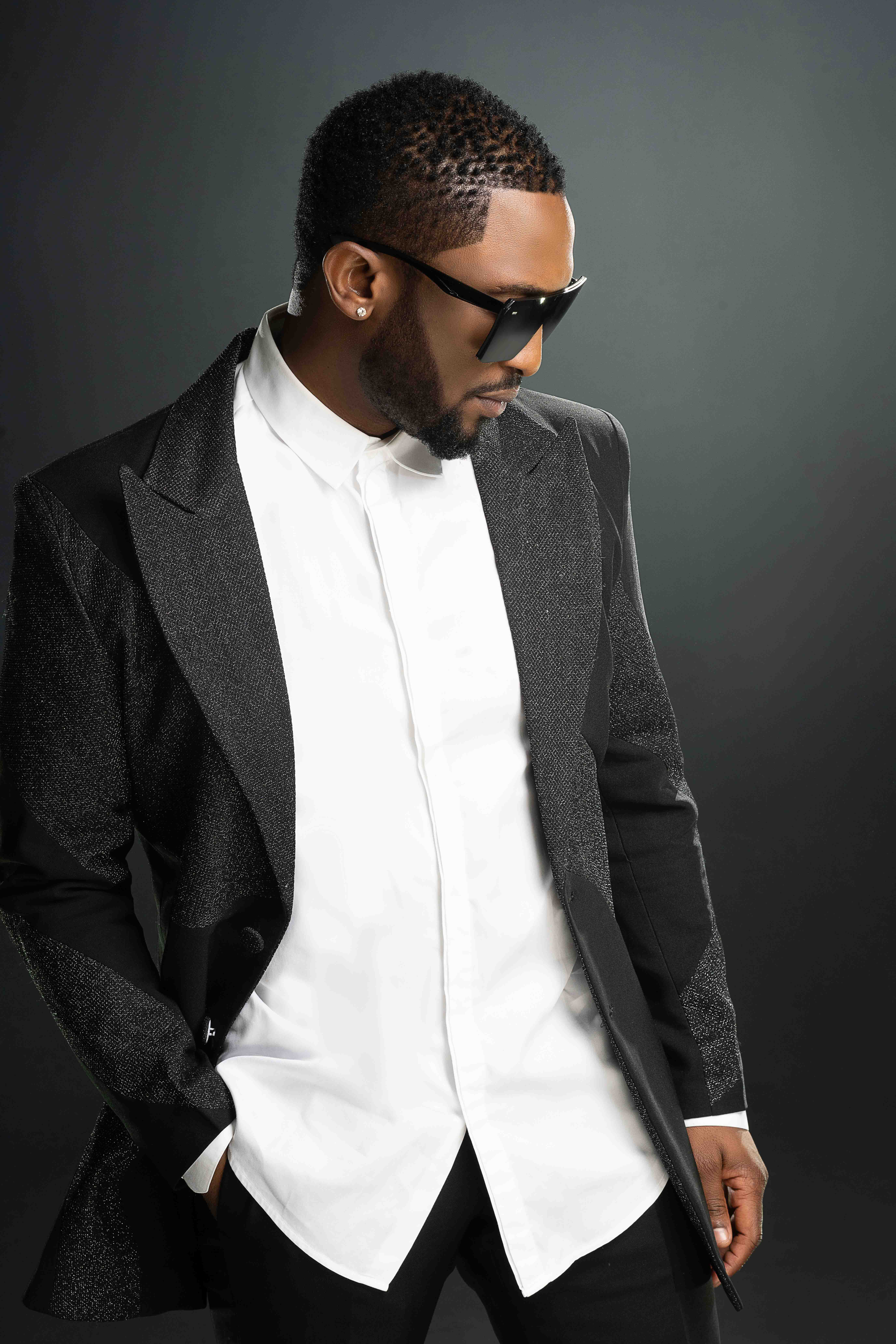
Nigerijský hudebník Dare Art Alade, 2020
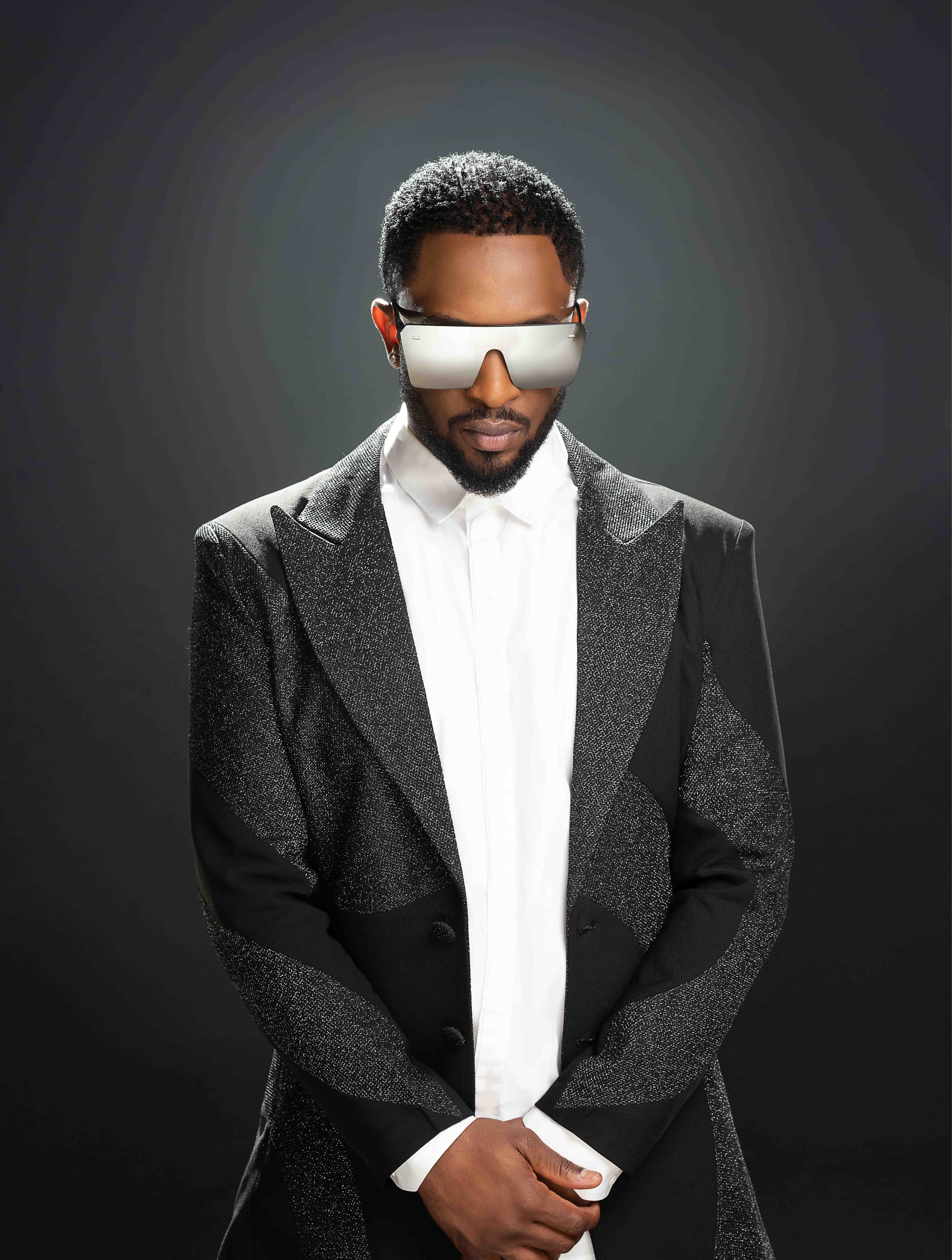
Nigerijský hudebník Dare Art Alade, 2020
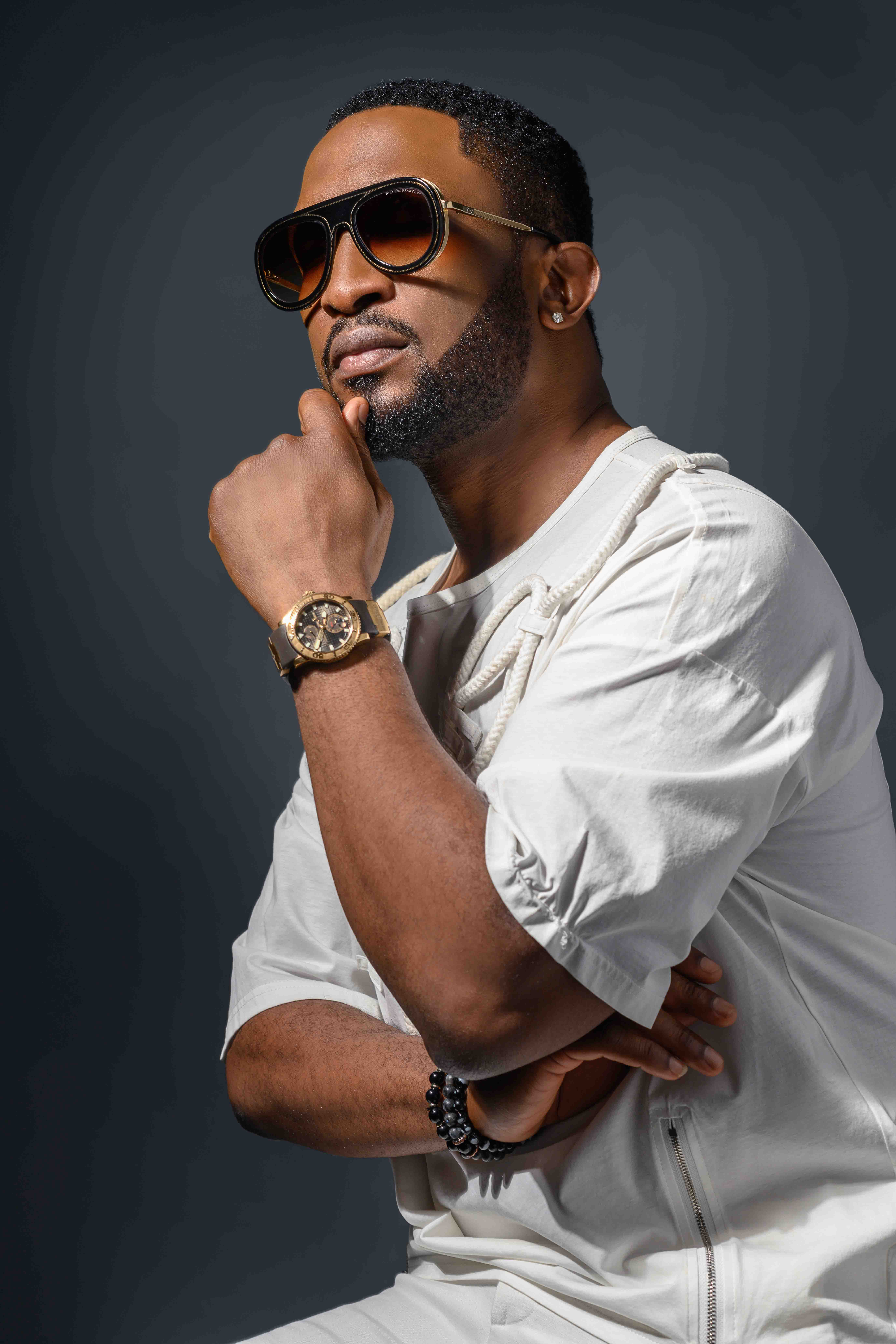
Nigerijský hudebník Dare Art Alade, 2020
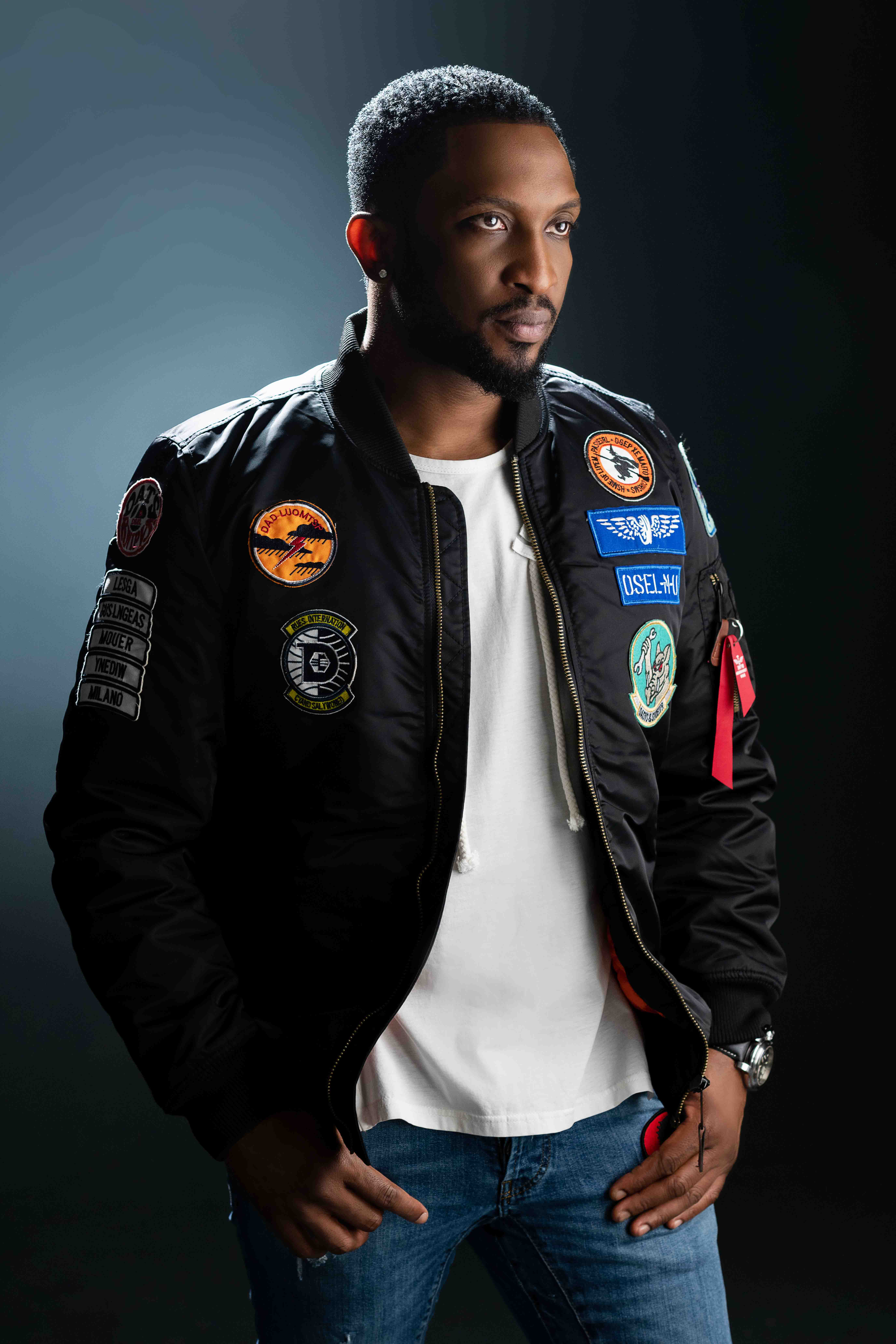
Nigerijský hudebník Dare Art Alade, 2020
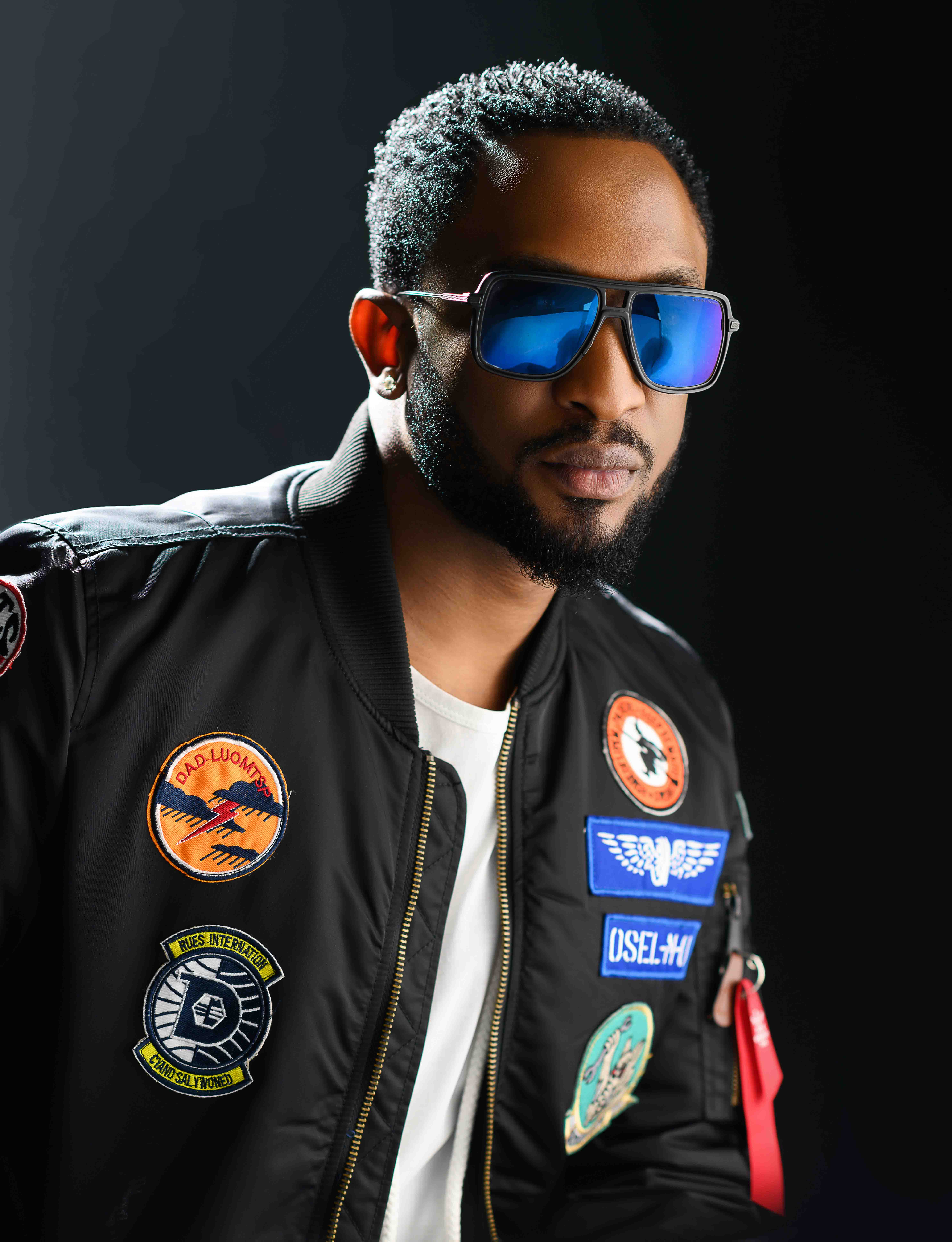
Nigerijský hudebník Dare Art Alade, 2020
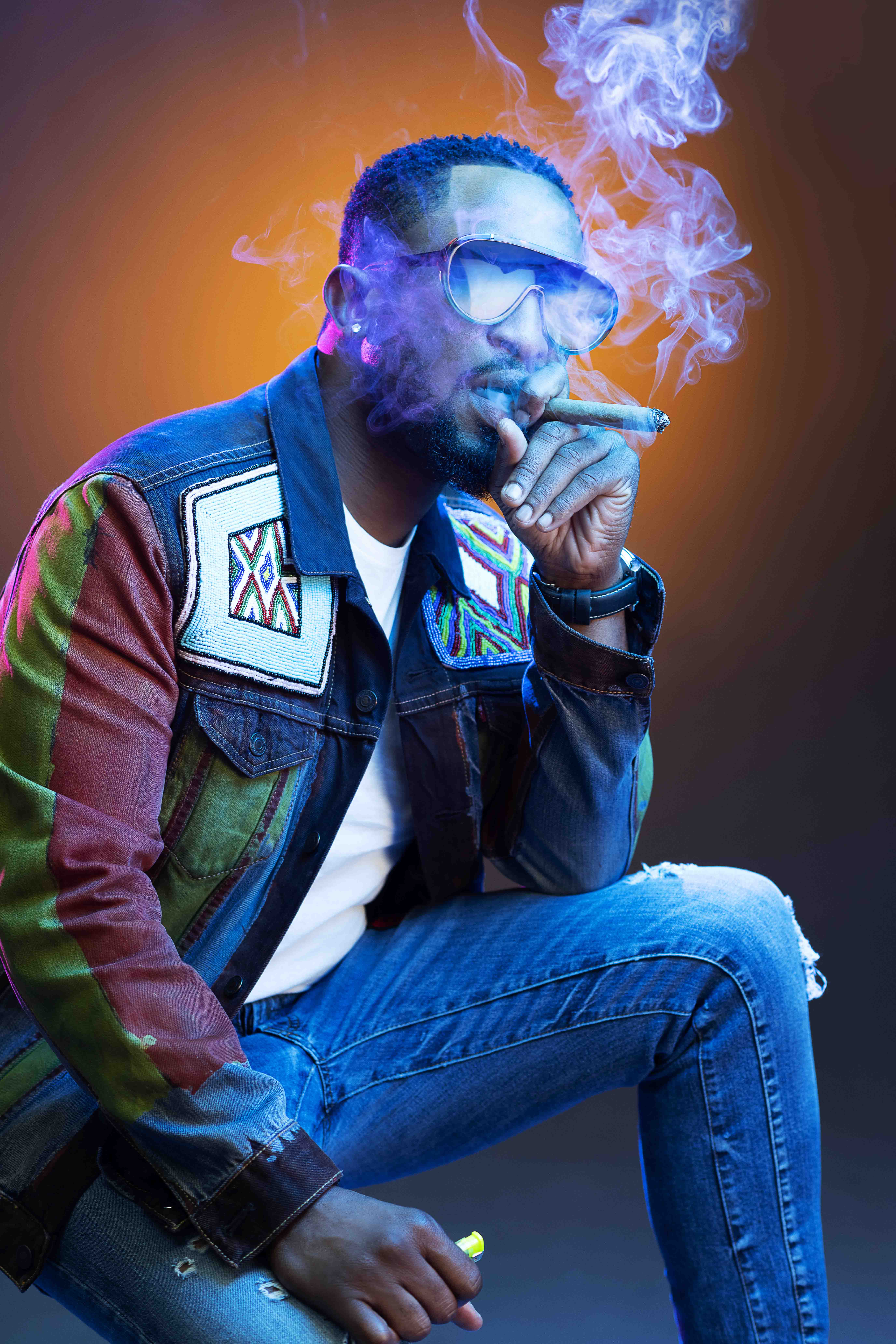
Nigerijský hudebník Dare Art Alade, 2020
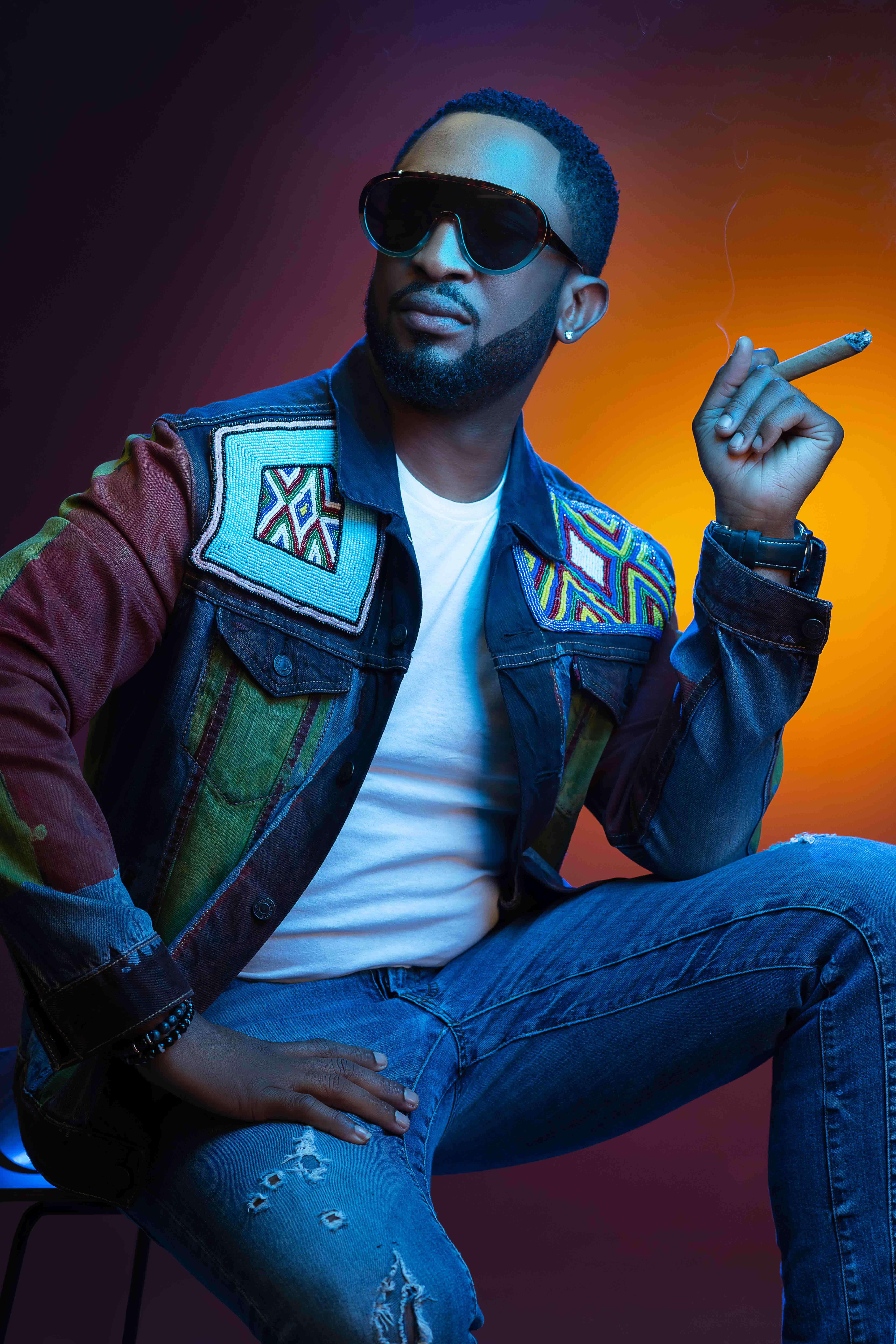
Nigerijský hudebník Dare Art Alade, 2020
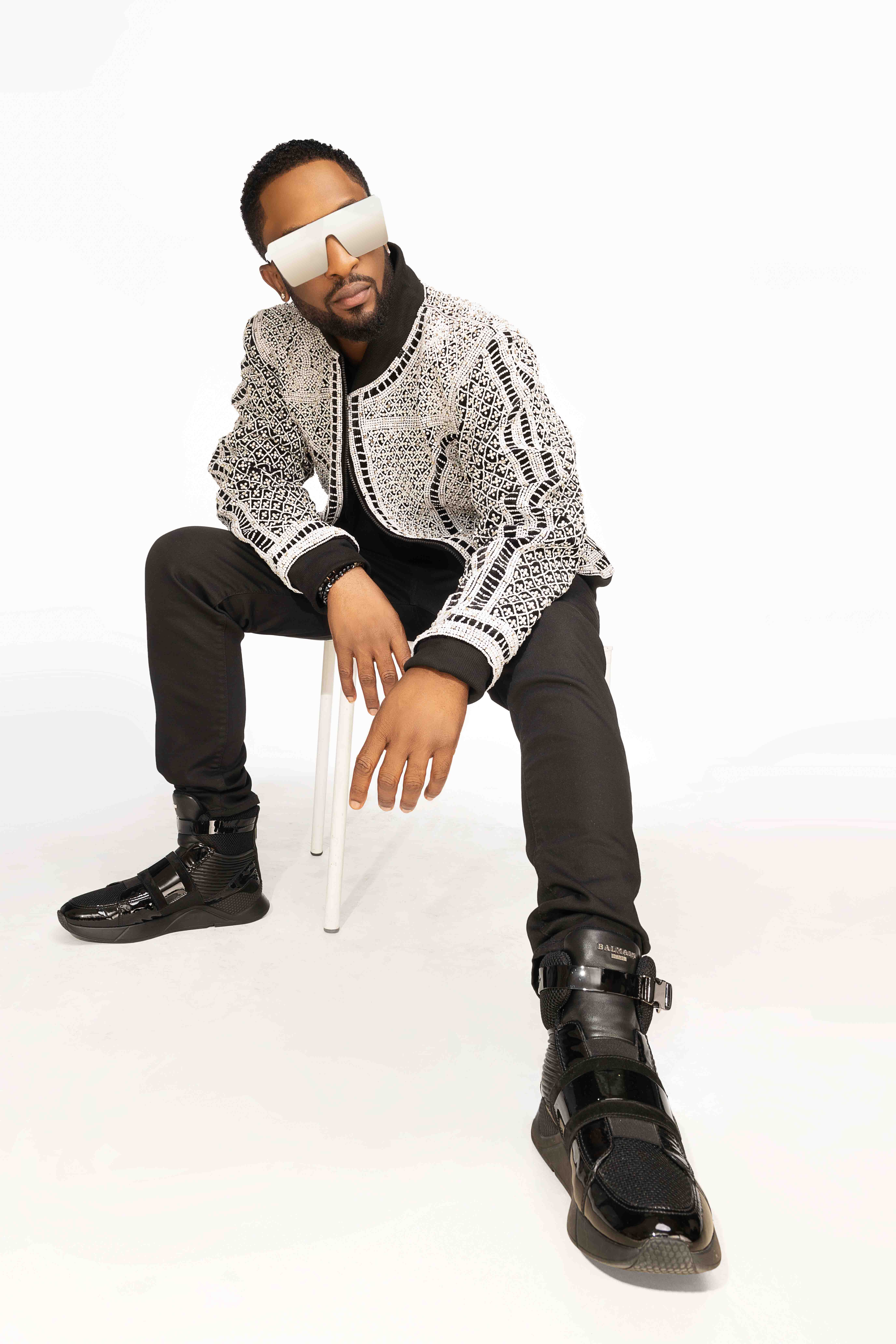
Nigerijský hudebník Dare Art Alade, 2020
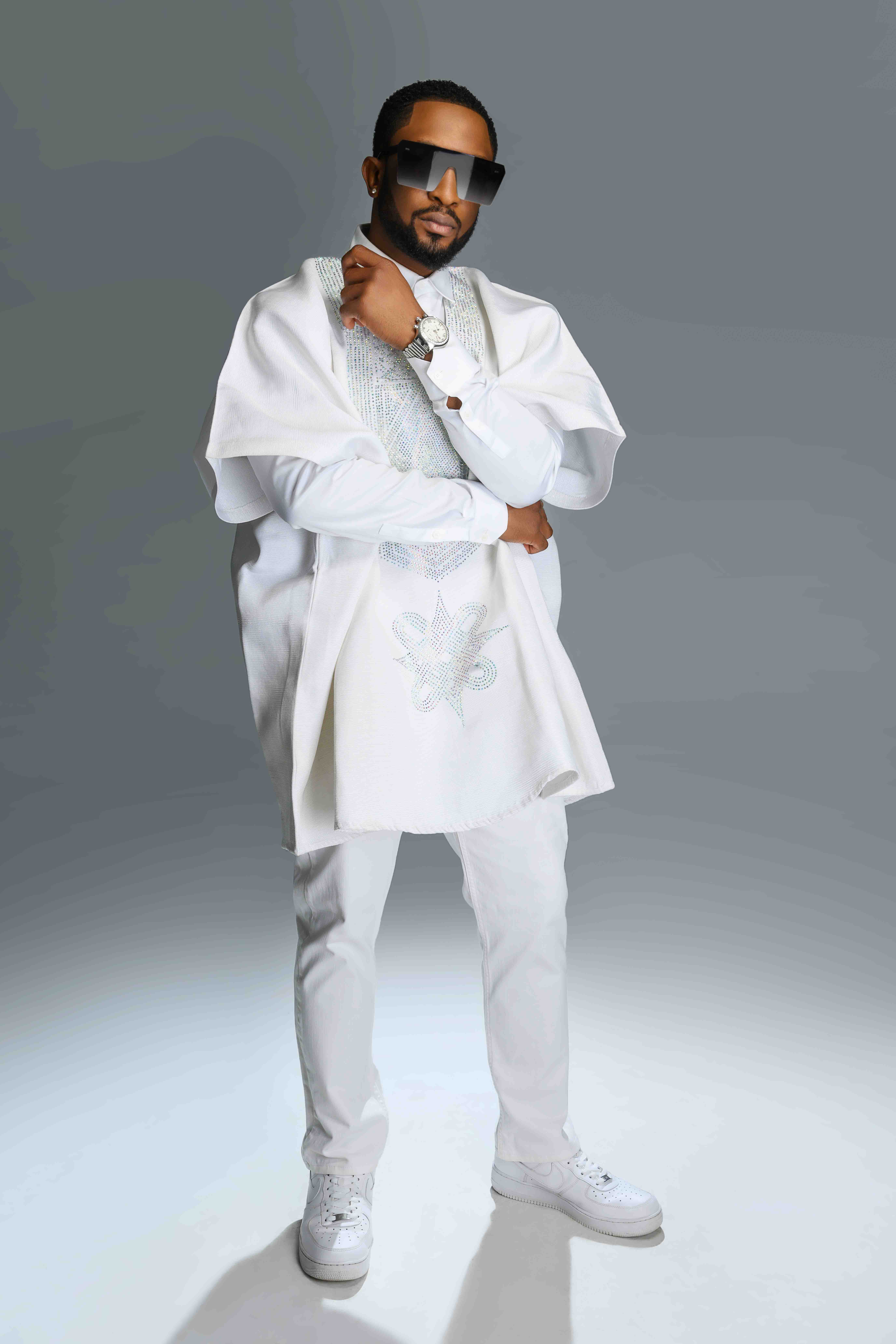
Nigerijský hudebník Dare Art Alade, 2020